# Valsoia
La Valsoia è un'azienda italiana appartenente al settore alimentare, in particolare all'alimentazione salutistica. È specializzata nella produzione di alimenti vegetali, principalmente sfruttando la soia e i derivati.
Dal 2006 è quotata alla Borsa di Milano.

## Storia

Il logo precedente

La società è fondata nel 1990 a Bologna da Lorenzo Sassoli de Bianchi. Inizia la produzione di prodotti alimentari derivati dalla soia. Nel 1994 vengono presentati sul mercato i gelati Valsoia di cui nel 1995 prende il via l'esportazione. Nel 1999 il giro d'affari dell'azienda supera i 25 milioni di euro.
Nel 2001 entra in produzione una linea di alimenti a base di riso e nel 2004 inizia la commercializzazione dei cereali di prima colazione Weetabix, di cui è distributore esclusivo per l'Italia. Nel 2005 Valsoia entra nel mercato dei prodotti da agricoltura biologica. Nel 2006 l'azienda si quota in Borsa e il giro d'affari supera i 50 milioni di euro. Nel 2009 l'azienda guadagna il 91,38 per cento in borsa.
Nel 2011 rileva da Unilever il marchio delle marmellate Santa Rosa per 25 milioni di euro. Nel 2017 acquisisce dal gruppo Maccaferri il dolcificante Diete.Tic per 8,8 milioni di euro.

## I marchi
La società Valsoia distribuisce questi marchi:
- Naturattiva, cibi vegetali da agricoltura biologica;
- Santa Rosa, confetture e marmellate;
- Santa Rosa Pomodorissimo, passate e sughi di pomodoro;
- Valsoia, alimenti di soia;
- Vitasoya Soyadrink, bevanda energetica di soia;
- Weetabix, cereali per la colazione;
- Diete.Tic, dolcificante;
- Piadina Loriana
- Soyadrink, bevande a base di soia;
- Yosoi, yogurt

## Prodotti Valsoia
I prodotti Valsoia sono prevalentemente a base di soia non OGM, ingrediente presente in molti degli alimenti dell'assortimento. Nel catalogo ci sono bevande a base di soia (Soyadrink), yogurt (Yosoi), gelati, dessert, biscotti e snack dolci, bevande a base di avena, alternative alla carne (hamburger, cotolette, affettati, würstel, polpettine), pizza, tofu, condimenti e integratori alimentari alla lecitina e selenio.